# Miguel Valentín y Tamayo
Pour les articles homonymes, voir Tamayo.
Miguel Valentín y Tamayo (1779-1843) est un homme politique mexicain, membre de la Deuxième Régence du Mexique entre 11 avril 1822 et 18 mai 1822 avec les membres titulaires Agustín de Iturbide, Manuel de Heras Soto, José Isidro Yañez, Nicolás Bravo Rueda,,,,.